# 1864 dans les chemins de fer
Chronologie des chemins de fer
1863 dans les chemins de fer - 1864 - 1865 dans les chemins de fer

## Évènements
- 1864 marque la fin des Buffing billy mises au point par Hedley et mises en service en 1813.

### Mai
- 2 mai, États-Unis, Californie : ouverture de la ligne Brighton-Freeport (Freeport Rail Road Company)
- 17 mai, France : ouverture de la section Lunéville - Raon-l'Étape de la ligne Lunéville - Saint-Dié

### Juin

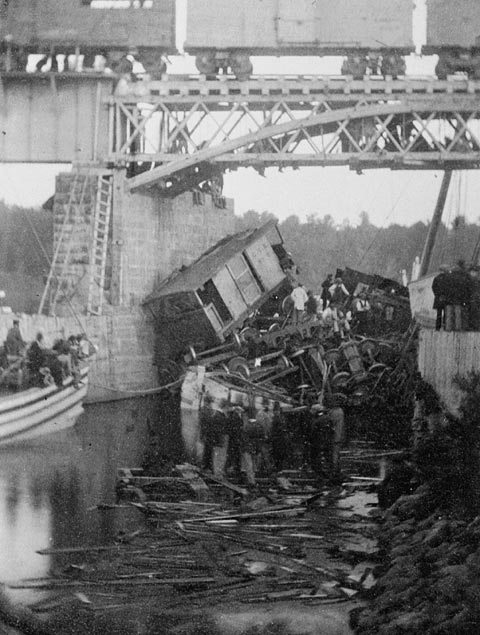
Accident de Belœil (Canada)

- 29 juin, Canada : dans la nuit à Belœil-Station, au Québec, alors que le pont ferroviaire tournant avait été ouvert pour laisser passer un convoi de barges, un train chargé d'immigrants allemands fut incapable de s'arrêter à temps et alla se fracasser sur l'un des bateaux, les wagons s'empilant les uns sur les autres. Cet accident fit plus de 97 morts. (Le pont ferroviaire, construit en 1848, est un pont tournant dont la rotation permettait le passage des bateaux à vapeur et des barges sur la rivière Richelieu)[1].

### Juillet
- 7 juillet, Belgique : arrêté royal approuvant la création de la société anonyme dite : Compagnie du chemin de fer d'Ostende à Armentières[2].

### Septembre
- 15 septembre : mise en service de ligne de Grenoble à Montmélian.

### Octobre
- 24 octobre : inauguration de la voie ferrée Tessonnières-Albi-Carmaux.

### Novembre
- 15 novembre, France : ouverture de la section Raon-l'Étape - Saint-Dié-des-Vosges de la ligne Lunéville - Saint-Dié

## Naissances
- x

## Décès
- x